# Raoul Auernheimer
Raoul Auernheimer (15. dubna 1876 Vídeň – 6. ledna 1948 Oakland) byl rakousko-uherský židovský právník, novinář, spisovatel a dramatik z období rozkvětu vídeňského fejetonu.

## Životopis
Narodil se v rodině rakouského obchodníka Johanna Wilhelma Auernheimera a jeho maďarské manželky rozené Charlotte Büchlerové. Měl dva sourozence: Adu Halaszovou a Lothara. V roce 1906 se oženil s Irene Guttmannovou (1880–1967), se kterou měl dceru.
Po ukončení právnických studií na vídeňské univerzitě pracoval zpočátku jako soudní úředník u vídeňského dvora. Jako bratranec Theodora Herzla, který krátce předtím zemřel (1904), se stal v témže roce redaktorem novin Neue Freie Presse, kde pracoval do roku 1933. Stal se uznávaným publicistou a kritikem. Psal divadelní hry, většinou komedie a příběhy.
Ve Vídni byl v kruzích Huga von Hofmannsthala, Stefana Zweiga, Jakoba Wassermanna a Arthura Schnitzlera. Ten se vyjádřil k jeho dílu: „Fein, fleißig, aber doch schmächtig“. Od roku 1923 byl Auernheimer prvním prezidentem, poté viceprezidentem rakouského PEN klubu. V březnu 1938 byl zatčen a uvězněn, ačkoli nebyl ani bohatým Židem, ani „bolševicky“ smýšlejícím Židem. VIP židovským transportem byl deportován z Vídně do koncentračního tábora Dachau. Brzy poté zasáhl proti jeho únosu generální konzul USA Raymund Geist na základě prosby spisovatele Emila Ludwiga. Propuštěn byl na konci roku 1938. Emigroval se svou rodinou přes Benátky do New Yorku na začátku roku 1939. Zemřel v Oaklandu v Kalifornii v roce 1948 ve věku 71 let.
V roce 1960 byla po něm pojmenována vídeňská ulice Auernheimergasse (ve 22. obvodu).
Části z jeho pozůstalosti lze nalézt ve vídeňské městské knihovně, na University of Riverside v Kalifornii a v rodinném majetku. Jeho vnučka věnovala část pozůstalosti vídeňskému vydavatelství Thomas-Sessler-Verlag.
Pro žurnalistu Alfreda Zohnera byl Auernheimer „unechte“ (nepravý) Vídeňák přesto zcela „im Banne des Traditionalismus“ (pod kouzlem tradicionalismu); nejvýstižnější popis jeho práce byl "liebenswürdig" (půvabný). Jeho autorská síla byla v oblasti novel a komedie.

## Dílo
- Talent, Lustspiel, 1899
- Rosen, die wir nicht erreichen, Novellen und Skizzen, 1901
- Renée. Sieben Capitel eines Frauenlebens, 1902
- Lebemänner, Novelle, 1903
- Die Verliebten, Novellen und Skizzen, 1904
- Die große Leidenschaft, Lustspiel, 1904
- Die Dame mit der Maske, Dialoge, 1905
- Die ängstliche Dodo, Novellen, 1907
- Die man nicht heiratet, Novellen, 1908
- Die glücklichste Zeit, Lustspiel, 1909
- Der gußeiserne Herrgott, Novellen, 1911
- Das Paar nach der Mode, Lustspiel, 1913
- Laurenz Hallers Praterfahrt, Erzählung, 1913
- Die verbündeten Mächte, Lustspiel, 1915
- Herzen in Schwebe. Novellen, 1916
- Das wahre Gesicht, Novellen, 1916
- Der Geheimniskrämer, Erzählung, 1918
- Das ältere Wien, Essay, 1919
- Maskenball. Novelle im Kostüm, 1920
- Das Kapital, Roman, 1923
- Casanova in Wien, Lustspiel, 1924
- Josef-Kainz-Gedenkbuch, Wien 1924
- Die linke und die rechte Hand, Roman, 1927 (Wiederauflage: Graz 1985)
- Die Wienerin im Spiegel der Jahrhunderte (Hrsg. und Vorwort), 1927
- Die Feuerglocke, Lustspiel, 1929
- Evarist und Leander, Erzählung, 1931
- Geist und Gemeinschaft, Reden, 1932
- Der gefährliche Augenblick. Abenteuer und Verwandlungen, Erzählungen, 1932
- Gottlieb Weniger dient der Gerechtigkeit, Roman, 1934
- Wien. Bild und Schicksal, 1938
- Metternich. Staatsmann und Kavalier, 1947 (Wiederauflagen: Wien 1973, München 1977, 1981)
- Franz Grillparzer. Der Dichter Österreichs, 1948 (Wiederauflage: Wien/München 1972)
- Das Wirtshaus zur verlorenen Zeit, Autobiographie, 1948
- Wiener Klatsch: sechs Einakter, Wien/München 1974
- Aus unserer verlorenen Zeit. Autobiographische Notizen 1890–1938 (mit einem Nachwort von Patricia Ann Andres), Wien 2004
- Erzählen heißt, der Wahrheit verschworen sein. Kommentierte Edition (Patricia Ann Andres) der deutsch- und englischsprachigen Fassung des bisher unveröffentlichten KZ-Berichts „Die Zeit im Lager – Through Work to Freedom“, Frankfurt/Main – Berlin 2010

### V češtině
- Američanka – úvod František Sekanina; ze sbírky Die man nicht heiratet; přeložil Jiří Zedwitz; in: 1000 nejkrásnějších novel... č. 47. Praha: J. R. Vilímek, 1913
- An die Zeitknicker = Neskrbli časem – Otto Ernst. Okkasion = Okkase – Raoul Auernheimer. Schlaflose Nächte = Bezesné noci – Hermann Hesse. Der Regenschirm = Deštník – Rudolf Presber; uspořádal a přeložil František Šídlo. Holešov: vlastním nákladem, 1916
- Ženuščin přítelíček: veselohra o 3 jednáních – př. Pavel Rudolf. Praha: František Švejda, mezi 1922 a 1925